# Delice
Delice ist eine Stadt und ein Landkreis der türkischen Provinz Kırıkkale.

## Stadt
Die Stadt liegt etwa 45 Kilometer östlich der Provinzhauptstadt Kırıkkale. Ein früherer Name des Ortes war Karabekir. Delice ist die größte Stadt des Landkreises und beansprucht etwa ein Viertel der Landkreisbevölkerung. Die Kreisstadt liegt am Fluss Delice Çayı, der weiter nördlich in den Kızılırmak fließt. Von Süden kommt der Kılıçözü Çayı, der südlich des Hauptortes in den Delice Çayı mündet. Delice wird in acht Stadtviertel (Mahalle) gegliedert mit durchschnittlich 285 Einwohnern.

## Landkreis
Der Landkreis liegt im Nordosten der Provinz. Er grenzt im Süden an den Landkreis Keskin, im Westen an Balışeyh, im Nordwesten an Sulakyurt und im Osten an die Provinzen Çorum und Yozgat sowie im Süden an die Provinz Kırşehir (Provinz). Die Europastraße 88, die von Ankara nach Sivas führt, durchquert südlich von Delice den Landkreis, davon zweigt die D-190 nach Sungurlu ab. Etwa parallel zur E-88 verläuft eine Eisenbahnstrecke der TCDD, die Kırıkkale mit Kayseri verbindet.
Die höchsten Erhebungen sind der Yücekaya Tepesi (1100 m), der Sarı Tepe (1291 m) und der Bozburun Tepesi (1374 m) im Westen des Kreises, die zu Ausläufern des Gebirges Karagüney Dağı gehören. Im Landkreis treffen sich der 34. Längengrad (ö. L.) und der 40. Breitengrad (n. Br.).
Durch das Gesetz Nr. 7033 wurde der Landkreis 1960 aus der Provinz (Vilâyet) Ankara ausgegliedert, vom Kaza/Kreis Kırıkkale wurden 34 Ortschaften und vom Kaza/Kreis Keskin vier Ortschaften zum neuen Kreis vereint. Zur ersten Volkszählung nach der Gebietsreform (im Oktober 1960) hatte der Kreis Delice 21.216 Einwohner, davon 2.000 in der Kreisstadt.
Ende 2020 besteht der Landkreis außer der Kreisstadt aus der etwas südlicher gelegenen Stadt Çerikli mit 2.039 Einwohnern. Zwei ehemalige Belediye (Büyükafşar und Büyükyağlı) verloren 2013 diesen Status und wurden zu Dörfern (Köy, Mehrzahl Köyler) zurückgestuft. Derer gibt es 40 im Kreis mit einer Durchschnittsbevölkerung von 105 Einwohnern. 13 Dörfer haben mehr Einwohner als dieser Durchschnitt, 26 haben 100 Einwohner und weniger. Mit 355 Einwohnern ist Büyükafşar das größte Dorf.

## Bevölkerung

### Ergebnisse der Bevölkerungsfortschreibung
Die nachfolgende Tabelle zeigt den vergleichenden Bevölkerungsstand am Jahresende für die Provinz Kırıkkale, den Landkreis und die Stadt Delice sowie deren jeweiligen Anteil an der übergeordneten Verwaltungsebene. Die Zahlen basieren auf dem 2007 eingeführten adressbasierten Einwohnerregister (ADNKS). Die letzten beiden Datenzeilen entstammen Volkszählungsergebnissen.

| Jahr | Provinz | Landkreis | Landkreis | Stadt | Stadt  |
| Jahr | abs.    | %         | abs.      | %     | abs.   |
| ---- | ------- | --------- | --------- | ----- | ------ |
| 2020 | 271.424 | 3,14      | 08.532    | 26,72 | 2.280  |
| 2019 | 275.618 | 3,29      | 09.075    | 27,58 | 2.503  |
| 2018 | 286.602 | 3,50      | 10.017    | 24,92 | 2.496  |
| 2017 | 278.749 | 2,95      | 08.211    | 28,40 | 2.332  |
| 2016 | 277.984 | 2,97      | 08.249    | 27,71 | 2.286  |
| 2015 | 270.271 | 3,10      | 08.376    | 26,53 | 2.222  |
| 2014 | 271.092 | 3,29      | 08.914    | 25,78 | 2.298  |
| 2013 | 274.658 | 3,69      | 10.131    | 25,07 | 2.540  |
| 2012 | 274.727 | 3,31      | 09.101    | 25,34 | 2.306  |
| 2011 | 274.992 | 3,49      | 09.592    | 25,23 | 2.420  |
| 2010 | 276.647 | 3,60      | 09.960    | 24,76 | 2.466  |
| 2009 | 280.834 | 3,79      | 10.648    | 25,09 | 2.672  |
| 2008 | 279.325 | 4,20      | 11.723    | 24,58 | 2.881  |
| 2007 | 280.234 | 3,94      | 11.035    | 26,54 | 2.929  |
| 2000 | 383.508 | 8,09      | 31.042    | 33,86 | 10.512 |
| 1997 | 357.544 | 7,35      | 26.295    | 43,85 | 11.531 |

## Persönlichkeiten
- Ali İşleyen (* 1982), türkischer Fußballspieler